# Джузеппе Ротунно
Джузе́ппе Роту́нно (італ. Giuseppe Rotunno; 19 березня 1923, Рим, Італія — 7 лютого 2021) — італійський кінооператор.

## Біографія
Джузеппе Ротунно народився 19 березня 1913 року в Римі, Італія. У кіно з 1940 року, починав як фотограф. У 1942 році був мобілізований до армії, служив у Греції військовим репортером. У вересні 1943 року потрапив у полон до німців. Був звільнений з табору американськими військами в 1945 році.
Повернувшись до роботи в кіно, Ротунно працював асистентом кінооператора; як головний оператор дебютував у 1955 році. Співпрацював з Роберто Росселліні, Вітторіо Де Сіка, Маріо Сольдаті, Федеріко Фелліні, Лукіно Вісконті, Маріо Монічеллі та іншими, взявши участь у створенні майже 80-ти кінофільмів.
За операторську майстерність Джузеппе Ротунно неодноразово був відзначений італійськими національними кінопреміями «Давид ді Донателло» та «Срібна стрічка», а також низкою інших престижних фестивальних та професійних кінонагород. За роботу над фільмом американського режисера Боба Фосса «Весь цей джаз» (1979) був номінований на здобуття у 1980 році кінопремії Американської кіноакадемії «Оскар».
З 1988 року Джузеппе Ротунно викладав операторське мистецтво в римській Національній кіношколі Експериментального кіноцентру.

## Фільмографія
- 1954 : Почуття / Senso
- 1955 : Хліб, любов і... / Pane, amore e…..
- 1956 : Тоска / Tosca
- 1956 : Історія в Монте-Карло / Montecarlo
- 1957 : Білі ночі / Le notti bianche
- 1958 : Ганна з Брукліна / Anna di Brooklyn
- 1958 : Переможниця на скачках / La ragazza del palio
- 1958 : Гола Маха / The Naked Maja
- 1959 : Велика війна / La grande guerra
- 1959 : На березі / On the Beach
- 1960 : 5 зганьблених жінок / 5 Branded Women
- 1960 : Ангел у червоному / The Angel Wore Red
- 1960 : Рокко та його брати / Rocco e i suoi fratelli
- 1961 : Примари Рима / Fantasmi a Roma
- 1961 : Найкращі вороги / The Best of Enemies
- 1962 : Боккаччо-70 / Boccaccio '70
- 1962 : Сімейна хроніка / Cronaca familiare
- 1963 : Леопард / Il gattopardo
- 1963 : Товариші / I compagni
- 1963 : Вчора, сьогодні, завтра / Ieri, oggi, domani
- 1966 : Біблія / The Bible: In the Beginning…
- 1967 : Відьми / Le streghe
- 1967 : Сторонній / Lo straniero
- 1968 : Каприз по-італійськи / Capriccio all'italiana
- 1968 : Три кроки в маренні / Histoires extraordinaires
- 1968 : Битва за Анціо / Lo sbarco di Anzio
- 1968 : Ласун / Candy
- 1969 : Сатирикон Фелліні / Fellini — Satyricon
- 1969 : Таємниця Санта-Вітторії / The Secret of Santa Vittoria
- 1970 : Соняшники / Подсолнухи
- 1970 : Пишність і убогість пані Рояль / Splendori e miserie di Madame Royale
- 1971 : Пізнання плоті / Carnal Knowledge
- 1972 : Рим / Roma
- 1972 : Людина з Ла Манчі / Man of La Mancha
- 1973 : Фільм любові і анархії, або Сьогодні о десятій ранку на Віа деї Фьорі у відомому будинку терпимості / Film d'amore e d'anarchia, ovvero 'stamattina alle 10 in via dei Fi…
- 1973 : Амаркорд / Amarcord
- 1974 : Усе на місці і все безладно / Tutto a posto e niente in ordine
- 1974 : Бестія / Il bestione
- 1974 : Еротоманія / L'erotomane
- 1975 : Божественне створіння / Divina creatura
- 1976 : Біля витоків мафії / Alle origini della mafia (міні-серіал)
- 1976 : Казанова Федеріко Фелліні / Il Casanova di Federico Fellini
- 1976 : Штурмовий загін / Sturmtruppen
- 1977 : Узяти, наприклад, нас / Ecco noi per esempio…
- 1978 : Кінець світу в нашому подружньому ліжку одного разу дощовитою ніччю / La fine del mondo nel nostro solito letto in una notte piena di pio…
- 1978 : Любов, куля і лють / Amore, piombo e furore
- 1978 : Репетиція оркестру / Prova d'orchestra
- 1979 : Весь цей джаз / All That Jazz
- 1980 : Місто жінок / La città delle donne
- 1980 : Попай / Popeye
- 1981 : Перекачування капіталу / Rollover
- 1982 : П'ять днів літа / Five Days One Summer
- 1982 : Червоне та чорне / The Scarlet and the Black (телевізійний)
- 1982 : Красень мій, красуня моя / Bello mio, bellezza mia
- 1983 : І корабель пливе… /  E la nave va
- 1984 : Бажання / Desiderio
- 1984 : Американська мрійниця / American Dreamer
- 1984 : Нам залишається тільки плакати / Non ci resta che piangere
- 1985 : Підпілля в Ассізі / The Assisi Underground
- 1985 : Руда Соня / Red Sonja
- 1985 : Орфей / Orfeo
- 1987 : Готель «Колоніаль» / Hotel Colonial
- 1987 : Джулія і Джулія / Giulia e Giulia
- 1987 : Поліцейський за наймом / Rent-a-Cop
- 1988 : Літо примар / Haunted Summer
- 1988 : Пригоди барона Мюнхгаузена / The Adventures of Baron Munchausen
- 1990 : Мій дорогий доктор Граслер / Mio caro dottor Gräsler
- 1990 : Ребус / Rebus
- 1991 : Дещо про Генрі / Regarding Henry
- 1992 : Одного разу, порушивши закон / Once Upon a Crime…
- 1994 : Вовк / Wolf
- 1994 : Ніч і мить / The Night and the Moment
- 1995 : Сабріна / Sabrina
- 1996 : Синдром Стендаля / La sindrome di Stendhal
- 1997 : Марчелло Мастроянні. Я пам'ятаю, так, я пам'ятаю / Marcello Mastroianni: mi ricordo, sì, io mi ricordo

## Нагороди
| Рік                                    | Категорія                                                  | Номінант                                                   | Результат |
| -------------------------------------- | ---------------------------------------------------------- | ---------------------------------------------------------- | --------- |
| Срібна стрічка                         |                                                            |                                                            |           |
| 1961                                   | Найкращий оператор                                         | Рокко та його брати                                        | Перемога  |
| 1963                                   | Найкращий оператор                                         | Сімейна хроніка                                            | Перемога  |
| 1964                                   | Найкращий оператор                                         | Леопард                                                    | Перемога  |
| 1970                                   | Найкращий оператор                                         | Сатирикон Фелліні                                          | Перемога  |
| 1977                                   | Найкращий оператор                                         | Казанова Федеріко Фелліні                                  | Перемога  |
| 1980                                   | Найкращий оператор                                         | Місто жінок                                                | Перемога  |
| 1984                                   | Найкращий оператор                                         | І корабель пливе…                                          | Перемога  |
| 1990                                   | Найкращий оператор                                         | Пригоди барона Мюнхгаузена                                 | Перемога  |
| Премія «Давид ді Донателло»            |                                                            |                                                            |           |
| 1966                                   | Золота пластина за операторську майстерність               | Біблія                                                     | Перемога  |
| 1984                                   | Найкращий оператор                                         | І корабель пливе…                                          | Перемога  |
| 1986                                   | Премія Лукіно Вісконті (з нагоди 10-ї річниці його смерті) | Премія Лукіно Вісконті (з нагоди 10-ї річниці його смерті) | Перемога  |
| 1990                                   | Найкращий оператор                                         | Мій дорогий доктор Граслер                                 | Перемога  |
| Премія BAFTA                           |                                                            |                                                            |           |
| 1978                                   | Найкращий оператор                                         | Казанова Фелліні                                           | Номінація |
| 1981                                   | Найкращий оператор                                         | Весь цей джаз                                              | Перемога  |
| Премія «Оскар»                         |                                                            |                                                            |           |
| 1980                                   | Найкращий оператор                                         | Весь цей джаз                                              | Номінація |
| Венеційський міжнародний кінофестиваль |                                                            |                                                            |           |
| 1995                                   | Нагорода П'єтро Б'янкі                                     | Нагорода П'єтро Б'янкі                                     | Перемога  |
| Золотий глобус (Італія)                |                                                            |                                                            |           |
| 1999                                   | Нагорода за кар'єру                                        | Нагорода за кар'єру                                        | Перемога  |